# Kornhaus (Dessau)

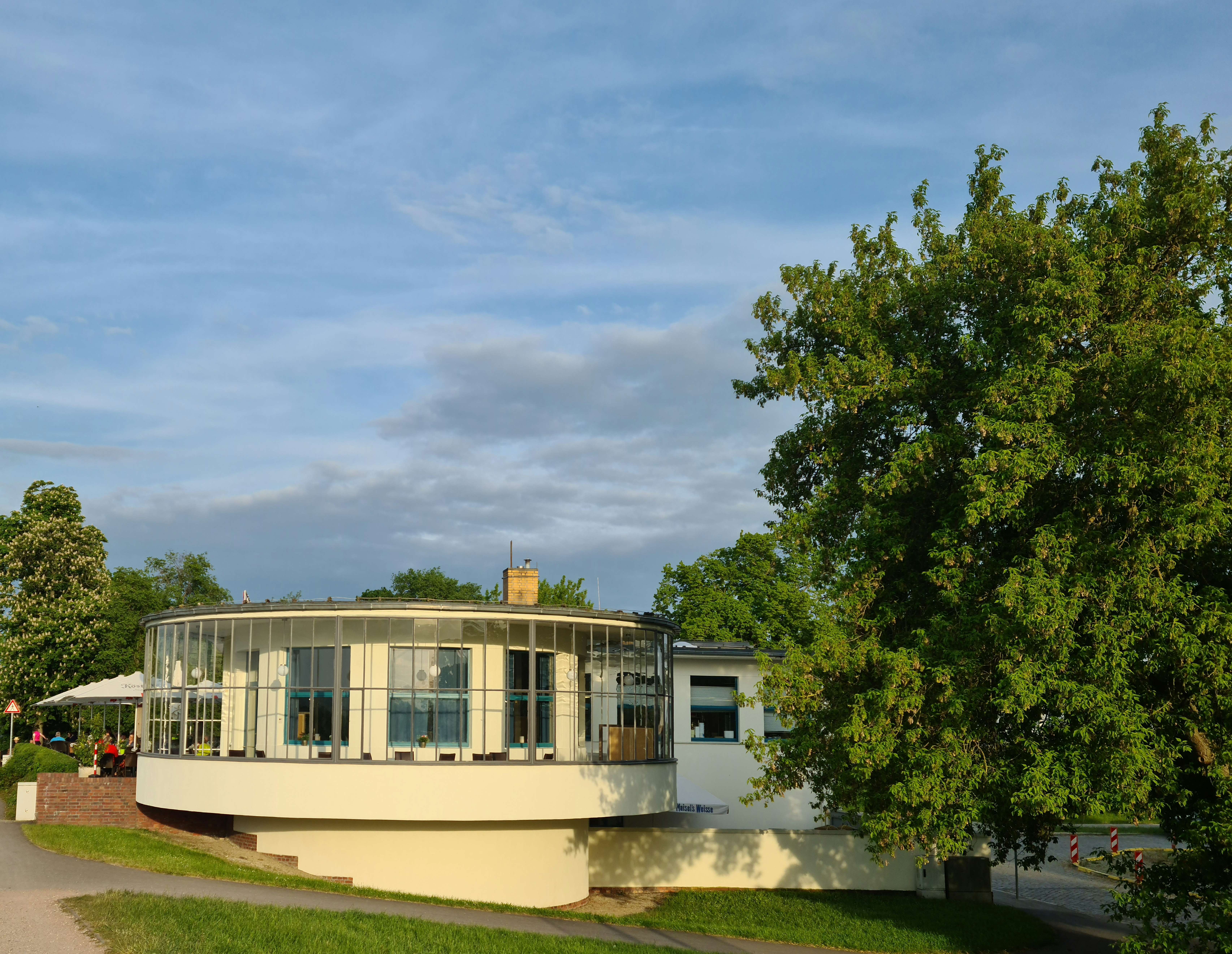
Das Kornhaus in Dessau an der Elbe

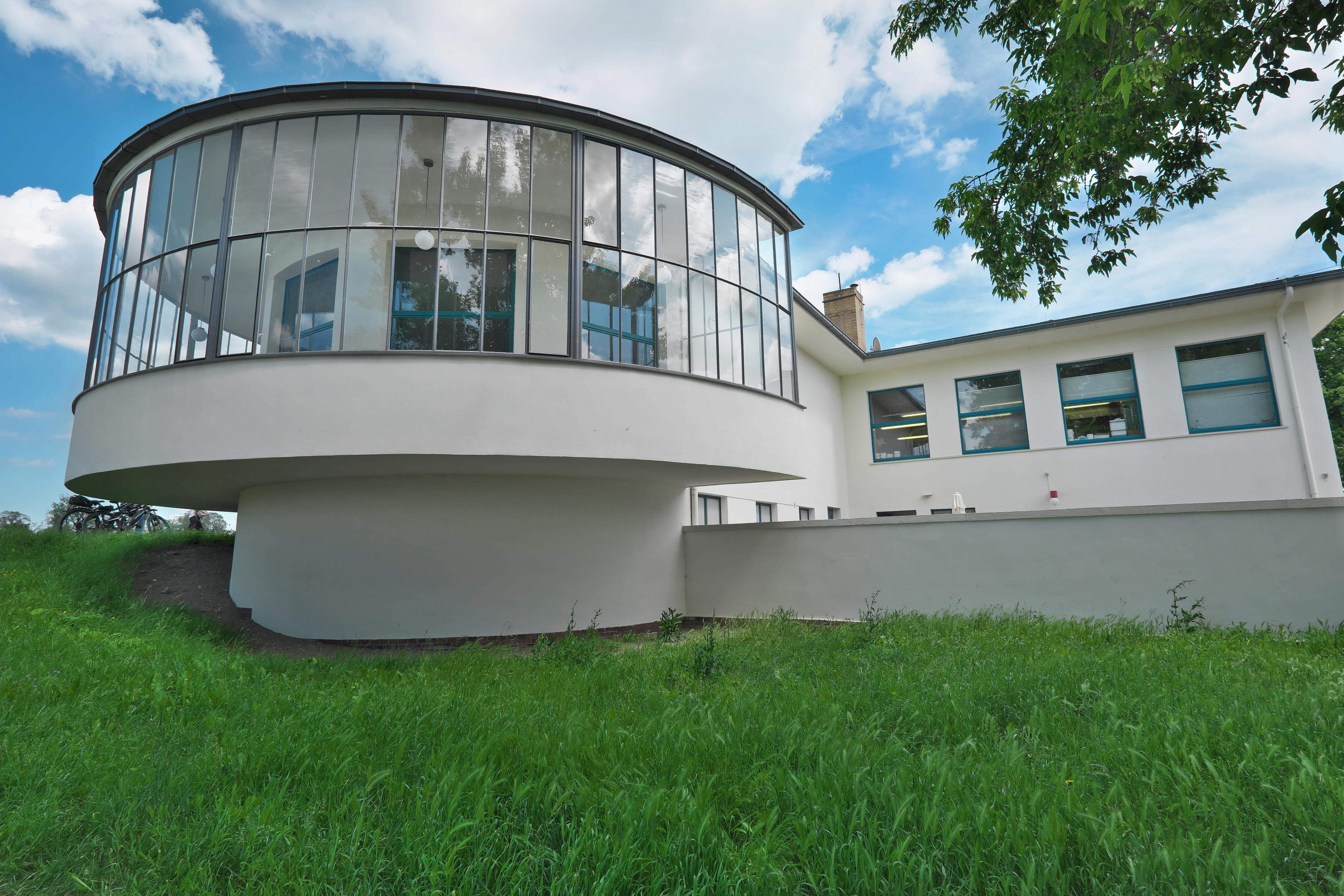
Nahansicht

Das Kornhaus ist eine Ausflugsgaststätte an der Elbe im Dessau-Roßlauer Stadtteil Ziebigk. Es gehört zu den Bauhausbauten in Dessau.

## Architekt

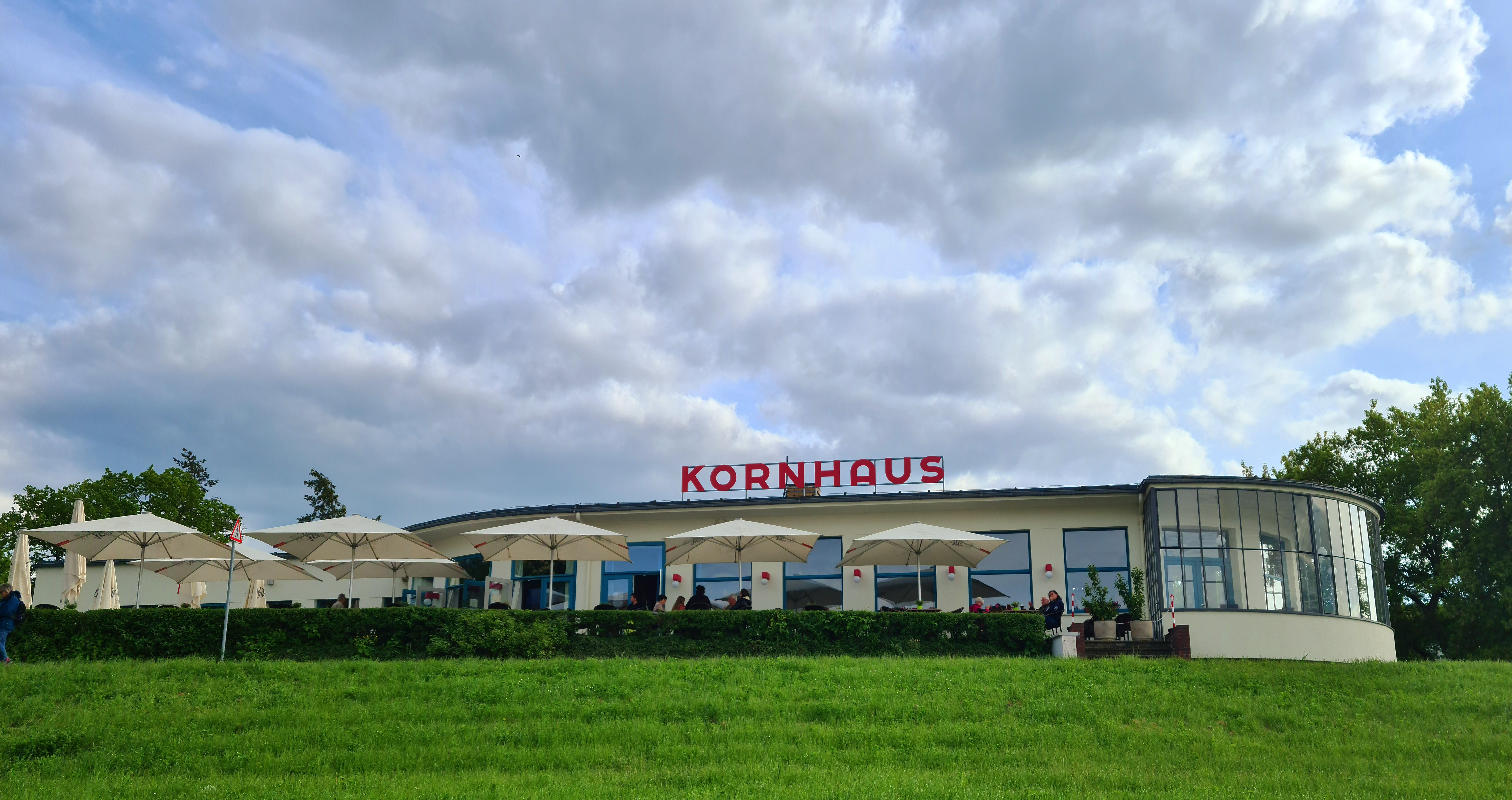
Das Kornhaus in Dessau von der Elbe aus gesehen

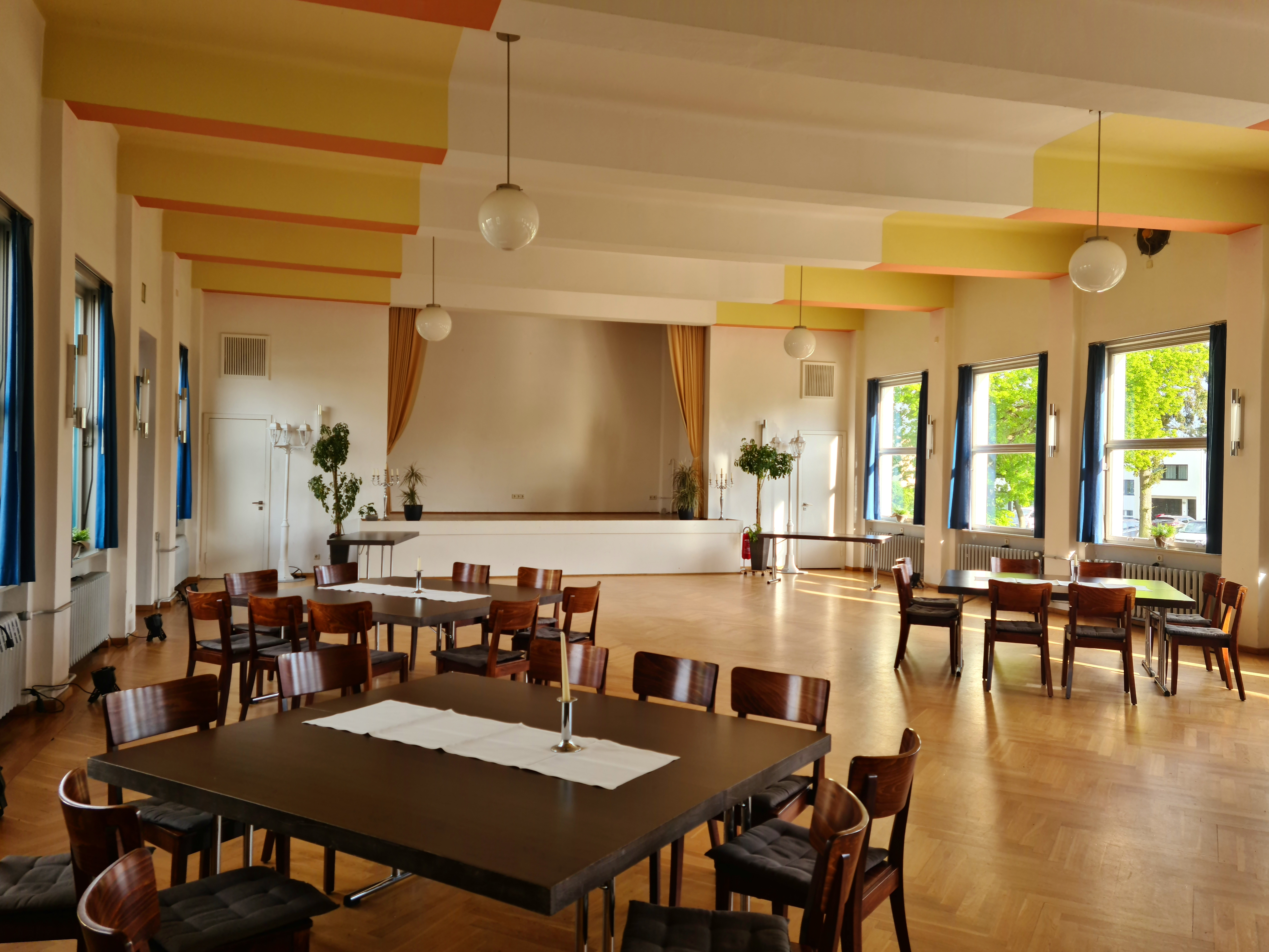
Das Kornhaus in Dessau – Blick in den Tanzsaal

Carl Fieger entwarf das Kornhaus in den Jahren 1929/30 im Auftrag der Stadt Dessau und der Schultheiss-Patzenhofer Brauerei AG.
Fieger, 1893 in Mainz geboren, war viele Jahre Entwurfszeichner von Walter Gropius. Als einer seiner engsten Mitarbeiter folgte er ihm von Weimar nach Dessau und Berlin. Carl Fieger arbeitete an den Entwürfen für das Bauhaus Dessau und die Meisterhäuser mit. Nach dem Krieg war er Stadtbaurat in Dessau und Mitarbeiter an der Bauakademie der DDR in Berlin. Er starb 1960.
Als Hauptwerk gelten das Kornhaus und sein 1927 errichtetes Wohnhaus in Dessau-Törten.

## Geschichte
Am Dessauer Elbebogen stand im 18. Jahrhundert ein Getreidespeicher. Um 1900 wurde hier eine kleine Ausflugsgaststätte errichtet. Nach dem Abriss dieses Lokals 1926 veranstaltete die Stadt Dessau im März 1929 einen Architektenwettbewerb. Diesen Wettbewerb gewann zwar nicht Carl Fieger, aber er lieferte den wirtschaftlich günstigeren Entwurf. Das Kornhaus wurde am 6. Juni 1930 eröffnet und wurde schnell ein beliebtes Ausflugslokal.
Die schweren Bombenangriffe auf Dessau im Zweiten Weltkrieg überstand das Gebäude unbeschädigt. Es war auch zu DDR-Zeiten eine beliebte Ausflugsgaststätte in der Regie der HO (Staatliche Handelsorganisation der DDR).
Von 1994 bis 1996 wurde das Kornhaus unter denkmalpflegerischen Gesichtspunkten saniert. Es wurde bis zum 30. August 2011 von einem Pächter (Ulrich Heilmann) als Gaststätte betrieben. Die regionale Presse berichtete danach vom Unvermögen der Stadtverwaltung Dessau-Roßlau, einen neuen Pächter zu finden, der einen lückenlosen Betrieb des Kornhauses absichert, weshalb es über ein Jahr geschlossen blieb. Erst im April 2012 gelang es, einen neuen Pächter, die eigens gegründete Kornhaus Dessau GmbH, per Vertrag zu binden. Nach erneuter denkmalschutzgerechter Sanierung wurde das Dessauer Kornhaus am 3. Oktober 2012 neu eröffnet.

## Architektur
Dem Anspruch der klassischen Moderne folgend, leitet sich die Architektur des Gebäudes aus seiner Funktionalität ab (form follows function). Das Gebäude besteht aus zwei Elementen, die um die zentrale Küche herum organisiert sind.
Am Elbedamm gelegen, ist das Gebäude von der Flussseite gesehen eingeschossig. Von der Straßenseite aus ist die zweigeschossige Fassade mit dem Haupteingang sichtbar. Vom Haupteingang führt eine geschwungene Treppe hoch zu den Haupträumen.
Das Kornhaus wurde aus Stahlbeton (Stützen) und Ziegelmauerwerk errichtet. Es hat, wie im Bauhaus üblich, ein Flachdach und besteht aus einzelnen, ineinandergedrängten, kubischen Baukörpern. Im Obergeschoss befindet sich das Restaurant mit Tanzsaal und einer Elbterrasse. Im Untergeschoss liegen Garderobe, Sozialräume und eine ehemalige Stehbierhalle.
Besonders interessant ist der fast einen Vollkreis beschreibende gläserne Wintergarten, der an eine Schiffsbrücke erinnert und von dem aus der Ausblick auf die Elbe möglich ist.